# エニグマ (タイのテレビドラマ)
『エニグマ』 (タイ語: Enigma คน มนตร์ เวท) は、メータウィン・オーパッイアムカジョーン（ウィン）とチャニカン・タンカボディー（プリム）が主演する2023年放送のタイのテレビドラマシリーズ。The GiftedやF4 Thailandの監督であるオー・パッター＝トーンパーンが監督を務める。タイ本国では、2023年7月15日より、 GMM25およびPrime Videoにて毎週土曜日20:30 (ICT)に放送された。

## あらすじ
ファー(プリム)は国内で最も権威のある教育機関のひとつであるサトリクラット校の高校3年生である。この学校は厳格なことで有名で、そのため学生は成績やテストの点数に執着する傾向がある。ファーもその例外ではない。ある日、1人の優等生が突然発狂し教師を鉛筆で刺して重傷を負わせてしまう事件が発生する。学校側はこれを学業上のストレスのせいであるとしたが、ファーはそれ以外の理由があったのではないかと疑問を持った。
その後アージン(ウィン)という名前の謎の新任講師がやってくると、また奇妙な出来事が起こった。一見頼りなく不器用そうに見えるアージンだが、ファーは彼がこの一連の出来事に何か関係があるのではないかと疑いを持つ。そして想像していたよりもはるかに危険な世界へと足を踏み入れてゆく。

## キャストとキャラクター

### 主演
- アージン・ナーガリッタ：メータウィン・オーパッイアムカジョーン（ウィン）[10]

眼鏡にぼさぼさの髪で冴えない教師だが、謎の雰囲気を纏っている。
- ファリンダ・パンヤアンクン(ファー)：チャニカン・タンカボディー（プリム）[11]

優秀で好奇心旺盛な女生徒。学校内で次々と起こる不穏な事件について、好奇心と恐怖から解明を決意する。
- ナムサイ：カンヤラット・ルングルーン（ピプローイ）[12]

ファーと同じく優秀な女生徒。自身の身に危険が迫っていることに気付く。
- イーファ：スリーヤレート・ヤカレー（プリッキン）[13]

ファーの友人で、とらえどころがなく何か計り知れない雰囲気を持つ女生徒。
- カオオーム：プリヤファット・ロスワンシリ（アーン）[14]

ファーの友人で、高校で最も人気のある女生徒。

### 脇役
- マット：マナッサナン・ワニッサタポーン
- ワン：サシパ・ティンブンチョート
- グレース：クンチャヤー・ラッチャダーラー
- ナムシンの母：ナンタパック・チャルンプーワデー
- 警備員：ナリン・サンモー
- ギャングスタ―：ソムジャイ・ジャンムントリー
- 校長：チャリー・インマーク
- 副校長：ワチャリン・アナンタポン
- 化学の教師：ワッタナ・ルジローサクン
- 生物学の教師：カニソーン・チャキアットクン
- 試験監督：ナダ・パークプーン
- ファーの母（声）：アマラー・トンパーン
- 少女の声：スティカン・プロームマブーン
- アージン（スタント）：Nattapong Portanee
- ファー（スタント）：Pinyapuch Bunyasopin

### ゲスト
- トゥン：ワチラウィット・チワアリー（ブライト）
- アンヤー：ティパナリー・ウィーラワトノドム（ナムターン）

## サウンドトラック
| No. | タイトル            | アーティスト  | 作曲          |
| --- | ------------------- | ------------- | ------------- |
| 1   | Time Don't Move     | Fleurs Douces | Fleurs Douces |
| 2   | Heart to a Stranger | Fleurs Douces | Fleurs Douces |

## タイ国外での放送
| 国           | 放送局                  | 備考   |
| ------------ | ----------------------- | ------ |
| インドネシア | Prime Video Indonesia   | [ 15 ] |
| フィリピン   | Prime Video Philippines | [ 16 ] |
| シンガポール | Prime Video Singapore   | [ 17 ] |
| マレーシア   | Prime Video Malaysia    | [ 18 ] |
| ベトナム     | Prime Video Vietnam     | [ 19 ] |
| カンボジア   | Prime Video Cambodia    | [ 19 ] |
| ブルネイ     | Prime Video Brunei      | [ 19 ] |
| ミャンマー   | Prime Video Myanmar     | [ 19 ] |

## 制作
2022年11月、GMMTVの専務取締役であるサターポーン・パニッラクサーポンは、ビジネスモデルを成長させるためParbdee Taweesuk社の株式の51％を取得する計画を発表した。これによりより質の高いドラマを制作できる可能性が高まり、タイのコンテンツが世界中のより幅広い視聴者に届くことが期待される。プロデューサーであるカムトーン・ロージットラアムヌーアイ、プーチョン・タンティサンワラークーン、オー・パッター＝トーンパーンの3名がParbdeeを代表して契約を締結した。

### シーズン1
本作は、2022年11月22日にバンコクのユニオンホールで開催された「DIVERSELY YOURS」イベントにてGMMTVによって紹介された、Parbdee 制作のテレビドラマシリーズのひとつである。
プリプロダクションの期間を経て、2023年2月20日に正式に撮影が開始された。撮影は約4か月後に終了し、最終日は同年5月31日であった。
2023年7月8日に、撮影の舞台裏と出演者のインタビュー映像をまとめた、特別番組がGMM25で放送された。

### シーズン2
2023年10月17日にGMMTVが開催した「GMMTV2024 UP&ABOVE PART 1」のイベント内にて続編の制作が発表された。 メータウィン・オーパッイアムカジョーンがアジン役として再び出演する。『エニグマ・ブラック・ステージ』は2025年7月に放送予定である。